# Misawa
Misawa (jap. 三沢市 Misawa-shi) – miasto w północnej Japonii, na wyspie Honsiu, w prefekturze Aomori. Miasto ma powierzchnię 119,87 km². W 2020 r. mieszkały w nim 39 152 osoby, w 17 164 gospodarstwach domowych  (w 2010 r. 41 258 osób, w 16 142 gospodarstwach domowych) .
Miasto jest usytuowane na płaskim terenie w południowo-wschodniej części prefektury Aomori. Jest zwrócone w stronę Oceanu Spokojnego na wschodzie i jeziora Ogawara na zachodzie. 
Na obszarze tym znajdują się mokradła Hotoke-numa zarejestrowane na mocy „Konwencji ramsarskiej” (ang. Ramsar Convention on Wetlands) jako obszar wodno-błotny o znaczeniu globalnym.

## Galeria

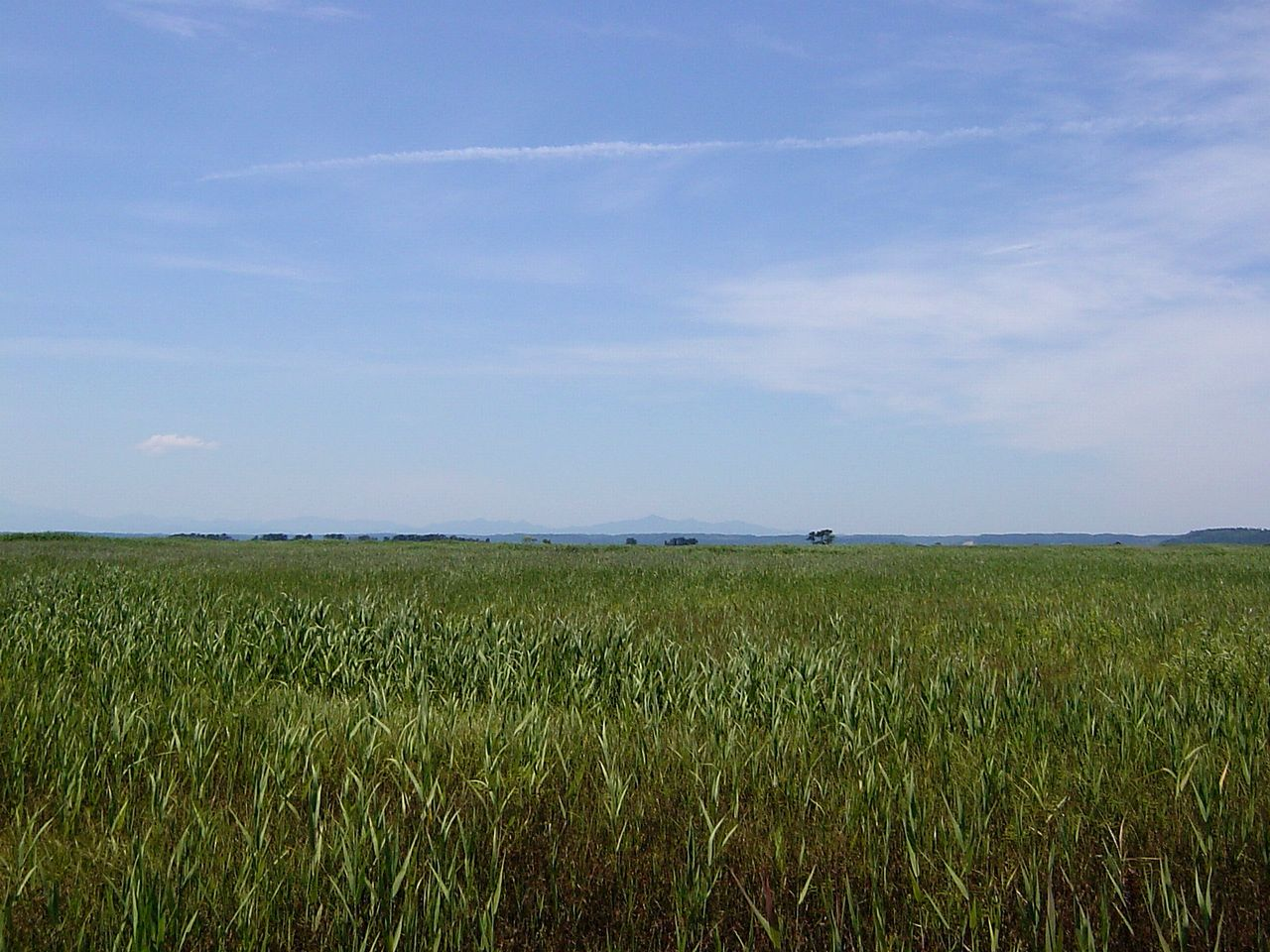
Hotoke-numa
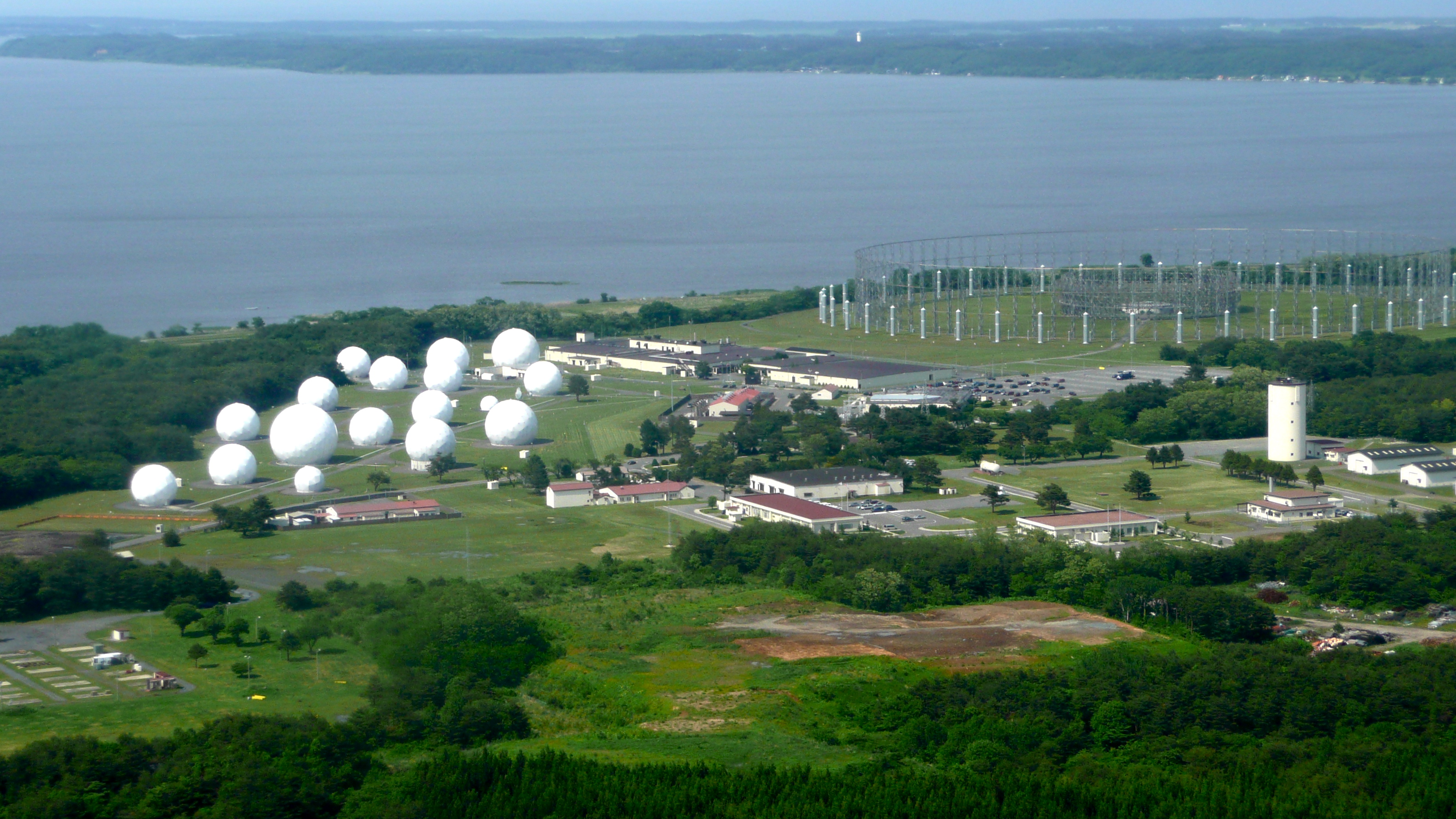
Baza lotnictwa USA w Misawa
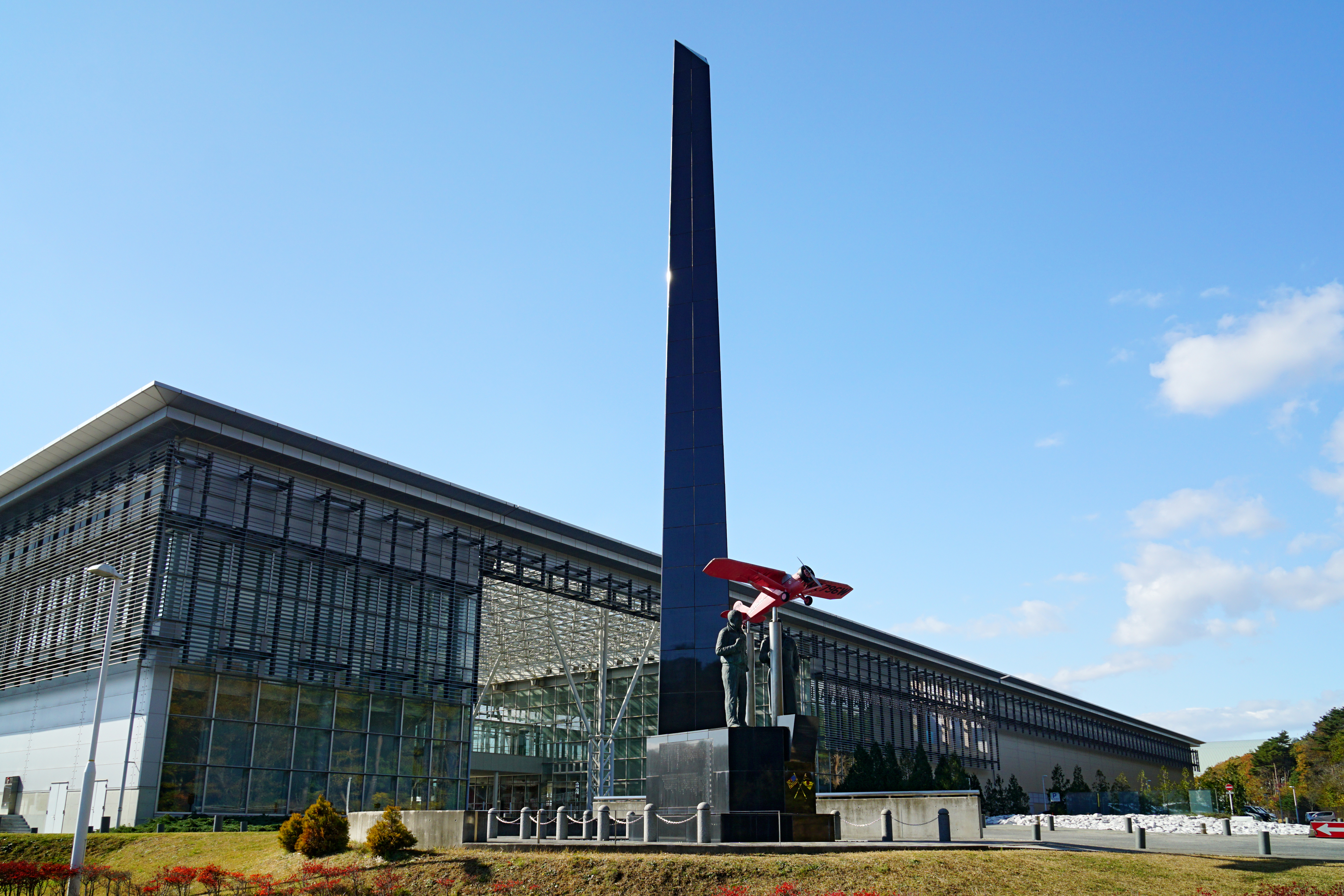
Misawa Aviation & Science Museum
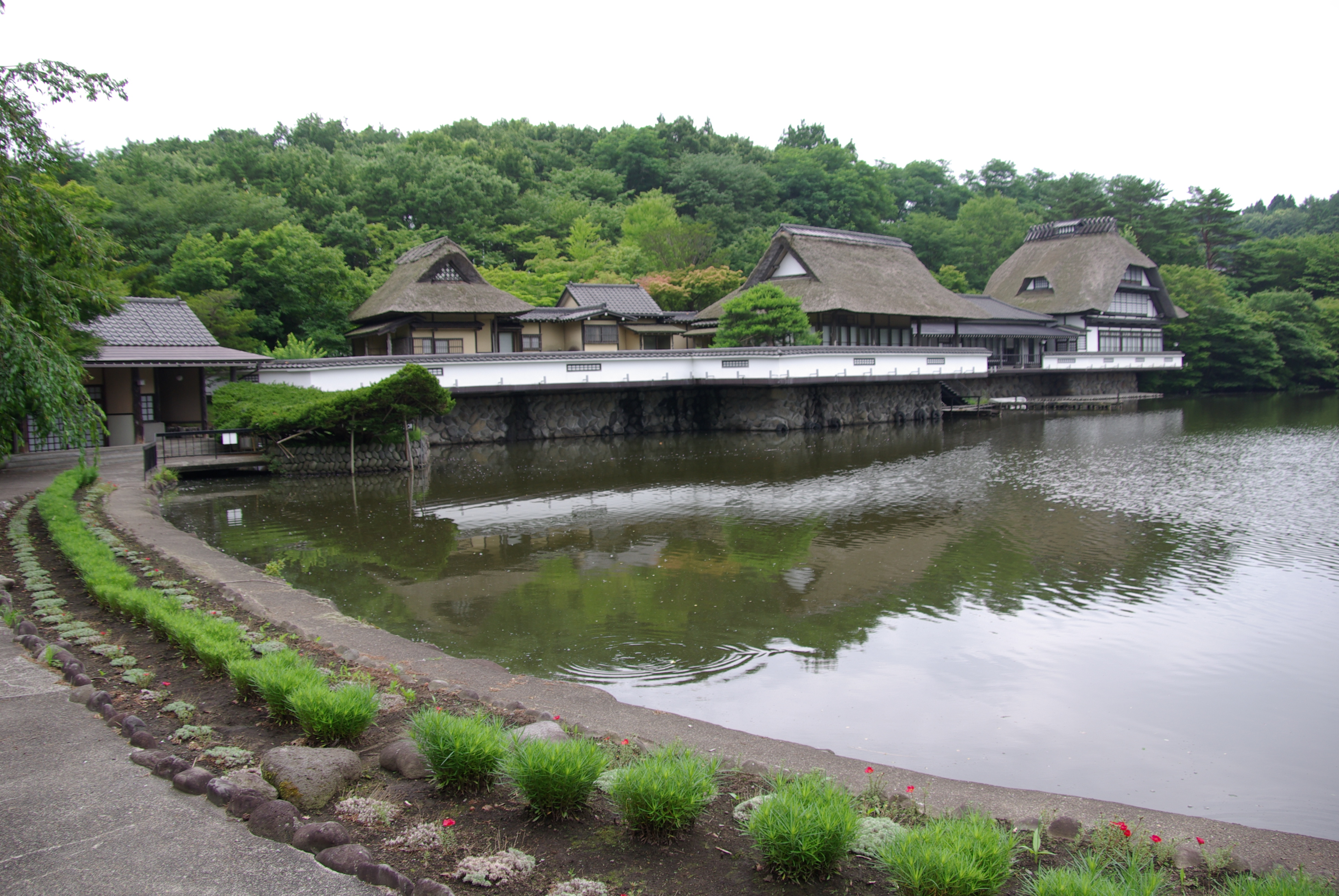
Komaki Onsen